# Новая Буда (Буда-Кошелёвский район)
Новая Буда (бел. Новая Буда) — упразднённый посёлок в Морозовичском сельсовете Буда-Кошелёвского района Гомельской области Белоруссии.

## География

### Расположение
В 6 км на юго-запад от районного центра и железнодорожной станции Буда-Кошелёвская (на линии Жлобин — Гомель), 45 км от Гомеля.

### Гидрография
На севере и востоке река Уза (приток реки Сож).

## Транспортная сеть
Транспортные связи по просёлочной, затем автомобильной дороге Буда-Кошелёво — Гомель. Планировка состоит из короткой меридиональной улицы, к которой с запада присоединяется переулок. Застройка деревянная усадебного типа.

## История
Основан во второй половине XIX века переселенцами с соседних деревень. С 1884 года действовал хлебозапасный магазин. В 1930 году жители посёлка вступили в колхоз. На фронтах Великой Отечественной войны погибли 14 жителей. В 1959 году в составе совхоза «Морозовичи» (центр — деревня Морозовичи).
Посёлок упразднён 17 сентября 2020 года.

## Население

### Численность
- 2004 год — 5 хозяйств, 5 жителей.

### Динамика
- 1959 год — 94 жителя (согласно переписи).
- 2004 год — 5 хозяйств, 5 жителей.